# Aduvalli, Hassan
Aduvalli là một làng thuộc tehsil Hassan, huyện Hassan, bang Karnataka, Ấn Độ.